# Dret ambiental
El dret ambiental o dret ambiental i de recursos naturalsconsisteix en un grup de regles que resolen problemes relacionats amb la conservació i protecció del medi ambient i de lluita contra la contaminació. Es discuteix si el dret ambiental és una branca autònoma del dret o si té un caràcter transversal a les branques clàssiques del dret.
Un conjunt de règims reguladors relacionats, però diferenciats, ara fortament influenciats pels principis legals ambientals, se centren en la gestió de recursos naturals específics, com ara boscos, minerals o pesqueries. Altres àmbits, com ara l'avaluació d'impacte ambiental, poden no incloure adequadament cap de les dues categories, però són components importants del dret ambiental.

## Història
Al llarg de la història es troben primers exemples d'actes legals dissenyats per preservar conscientment l'entorn, per compte propi o per a gaudir del propi ésser humà. En el dret anglosaxó (o common law, és a dir, llei comuna), la protecció primària es trobava en la llei de molèstia, però això només permetia accions privades per danys o perjudicis si hi havia perjudici a la terra. Així ho serien les olors que emanen la cort de porcs, la responsabilitat objectiva contra l'abocament d'escombraries, o danys d'explosió de preses. L'aplicació privada, tanmateix, es va limitar i es va trobar que era insuficientment adequada per afrontar les amenaces mediambientals més importants, especialment les amenaces de recursos comuns. Durant el "Great Stink" (en català: "Gran Pudor") del 1858, l'abocament de clavegueram al riu Tàmesi va començar a fer una pudor tan forta durant l'estiu d'aquell any que el Parlament va haver de ser evacuat. Irònicament, la Llei de 1848 de la "Metropolitan Commission of Sewers" (en català: "Comissió Metropolitana del Clavegueram") havia permès a aquesta comissió tancar pous cecs al voltant de la ciutat en un intent de "neteja", però això simplement va portar a la gent a contaminar el riu. En 19 dies, el Parlament va aprovar una altra Llei per construir el sistema de clavegueram de Londres. Londres també patia una terrible contaminació de l'aire i això va culminar amb el “Great Smog” (en català: "Gran Contaminació") de 1952, que al seu torn va desencadenar la seva pròpia resposta legislativa: la "Clean Air Act", és a dir, la "Llei de l'Aire Net" de 1956. L'estructura reguladora bàsica era establir límits a les emissions per a les llars i les empreses (sobretot cremar carbó) mentre que una inspecció aplicaria el compliment.
Malgrat anàlegs anteriors, el concepte de "llei ambiental" com a organisme jurídic separat i distint és un desenvolupament del segle xx. El reconeixement de que el medi natural era fràgil i necessitava proteccions legals especials, la traducció d'aquest reconeixement en estructures legals, el desenvolupament d'aquestes estructures en un cos més gran de “llei ambiental” i la forta influència del dret ambiental sobre les lleis de recursos naturals, no es van produir fins cap als anys seixanta. Aleshores, nombroses influències, incloent una consciència creixent de la unitat i la fragilitat de la biosfera; augment de la preocupació pública per l'impacte de l'activitat industrial sobre els recursos naturals i la salut humana; la força creixent de l'estat regulador; i més àmpliament, l'adveniment i l'èxit de l'ambientalisme com a moviment polític, que es va combinar per produir un enorme cos de dret en un període relativament curt. Si bé la història moderna del dret ambiental és una contínua controvèrsia, a finals del segle XX la llei mediambiental s'havia establert com a component del panorama legal a totes les nacions desenvolupades del món, moltes en desenvolupament i el projecte més gran de llei internacional.

## Control de pol·lució

### Qualitat de l'aire
Les lleis de qualitat de l'aire regeixen l'emissió de contaminants atmosfèrics a l'atmosfera. Un subconjunt especialitzat de lleis de qualitat de l'aire regulen la qualitat de l'aire dins dels edificis. Les lleis de qualitat de l'aire sovint estan dissenyades específicament per protegir la salut humana limitant o eliminant les concentracions de contaminants a l'aire. Altres iniciatives estan dissenyades per abordar problemes ecològics més amplis, com ara limitacions de productes químics que afecten la capa d'ozó i programes de comerç d'emissions per abordar la pluja àcida o el canvi climàtic. Els esforços normatius inclouen la identificació i classificació de contaminants atmosfèrics, l'establiment de límits en els nivells d'emissions acceptables i la imposició de tecnologies de mitigació necessàries o adequades.

### Qualitat de l'aigua
Les lleis de qualitat de l'aigua regulen l'alliberament de contaminants als recursos hídrics, inclosos l'aigua superficial, l'aigua subterrània i l'aigua potable emmagatzemada. Algunes lleis sobre la qualitat de l'aigua, com ara les regulacions d'aigua potable, poden dissenyar-se només amb referència a la salut humana. Moltes altres, incloses les restriccions a l'alteració de les característiques químiques, físiques, radiològiques i biològiques dels recursos hídrics, també poden reflectir els esforços per protegir els ecosistemes aquàtics de manera més àmplia. Els esforços normatius poden incloure la identificació i classificació de contaminants de l'aigua, la dictada de concentracions acceptables de contaminants en els recursos hídrics i la limitació de les descàrregues de contaminants de les fonts dels efluents. Les àrees reguladores inclouen el tractament i abocament d'aigües residuals, la gestió d'aigües residuals agrícoles i industrials, i el control de l'escorrentia superficial dels llocs de construcció i entorns urbans.

### Gestió dels residus
Les lleis de gestió de residus regulen el transport, el tractament, l'emmagatzematge i l'eliminació de tota mena de residus, inclosos els residus sòlids municipals, els residus perillosos i els residus nuclears, entre molts altres tipus. Les lleis de residus es dissenyen generalment per minimitzar o eliminar la dispersió incontrolada de les deixalles al medi ambient de manera que pugui causar danys ecològics o biològics i inclouen lleis dissenyades per reduir la generació de residus i promoure o ordenar el reciclatge de residus. Els esforços normatius inclouen la identificació i classificació dels tipus de residus i la pràctica de les obligacions de transport, tractament, emmagatzematge i eliminació.

### Neteja de contaminants
Les lleis de neteja ambiental regeixen l'eliminació de contaminants o contaminants de medis ambientals com el sòl, els sediments, les aigües superficials o les aigües subterrànies. A diferència de les lleis de control de la contaminació, les lleis de neteja estan dissenyades per respondre després a la contaminació ambiental i, en conseqüència, sovint han de definir no només les accions de resposta necessàries, sinó també les parts que poden ser responsables de realitzar (o pagar) aquestes accions. Els requisits normatius poden incloure regles de resposta a emergències, assignació de responsabilitat, avaluació del lloc, investigació de remeis, estudis de viabilitat, accions de reparació, seguiment post-remei i reutilització del lloc.

### Seguretat química
Les lleis de seguretat química regeixen l'ús de productes químics en activitats humanes, en particular, productes químics artificials en aplicacions industrials modernes. A diferència de les lleis ambientals orientades als mitjans de comunicació (per exemple, les lleis de qualitat de l'aire o de l'aigua), les lleis de control químic pretenen gestionar els propis contaminants (potencials). Els esforços normatius inclouen prohibir components químics específics en productes de consum (per exemple, bisfenol A en ampolles de plàstic) i regular els pesticides.

## Sostenibilitat dels recursos
L'avaluació d'impacte ambiental és l'avaluació de les conseqüències ambientals (positives i negatives) d'un pla, política, programa o projectes reals abans de la decisió d'avançar amb l'acció proposada. L'avaluació d'impacte ambiental es fa a projectes reals, ja en ús, mentre que a les polítiques, plans i programes proposats per entitats diverses (empreses, estats, etc.) els cal una avaluació ambiental estratègica.
Les avaluacions ambientals es poden regir per normes de procediment administratiu sobre la participació pública i la documentació de la presa de decisions i poden ser objecte de revisió judicial.